# 33750 Дейвгіґґінс
33750 Дейвгіґґінс (33750 Davehiggins) — астероїд головного поясу, відкритий 6 вересня 1999 року.
Тіссеранів параметр щодо Юпітера — 3,031.